# Confrérie du Rosaire
Pour les articles homonymes, voir Rosaire (homonymie).

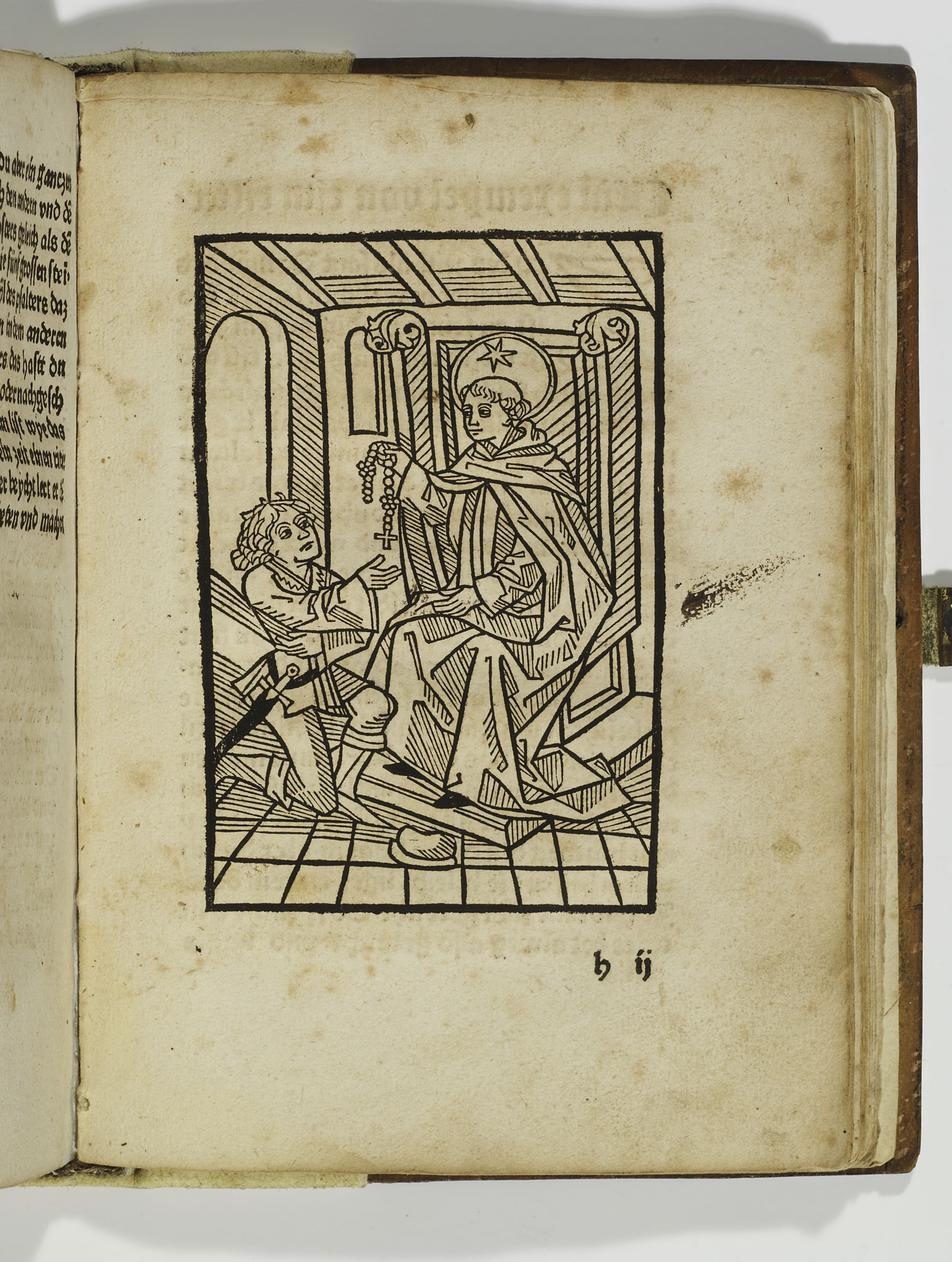
Alain de la Roche, Le Psautier et le Rosaire de Notre-Dame, 1492

Une confrérie du Rosaire est une association de chrétiens destinée à encourager et diffuser la méditation du rosaire. Les premières confréries du Rosaire ont été instituées au début du XIIIe siècle par saint Dominique de Guzman. Elle connurent un premier essor puis la Grande Peste survenue en France au milieu de XIVe siècle met un arrêt à leur expansion. A la fin du XVe siècle le dominicain Alain de la Roche les relance. Elles connaissent un grand succès en Europe occidentale au XVIe siècle et XVIIe siècle, grâce au soutien des couvents dominicains et aux nombreuses indulgences accordées par les papes aux membres de ces confréries. Les confréries du Rosaire ont eu un rôle essentiel dans la diffusion de la prière du Rosaire dans le monde catholique.

## Fondation et débuts

### Confrérie de Douai

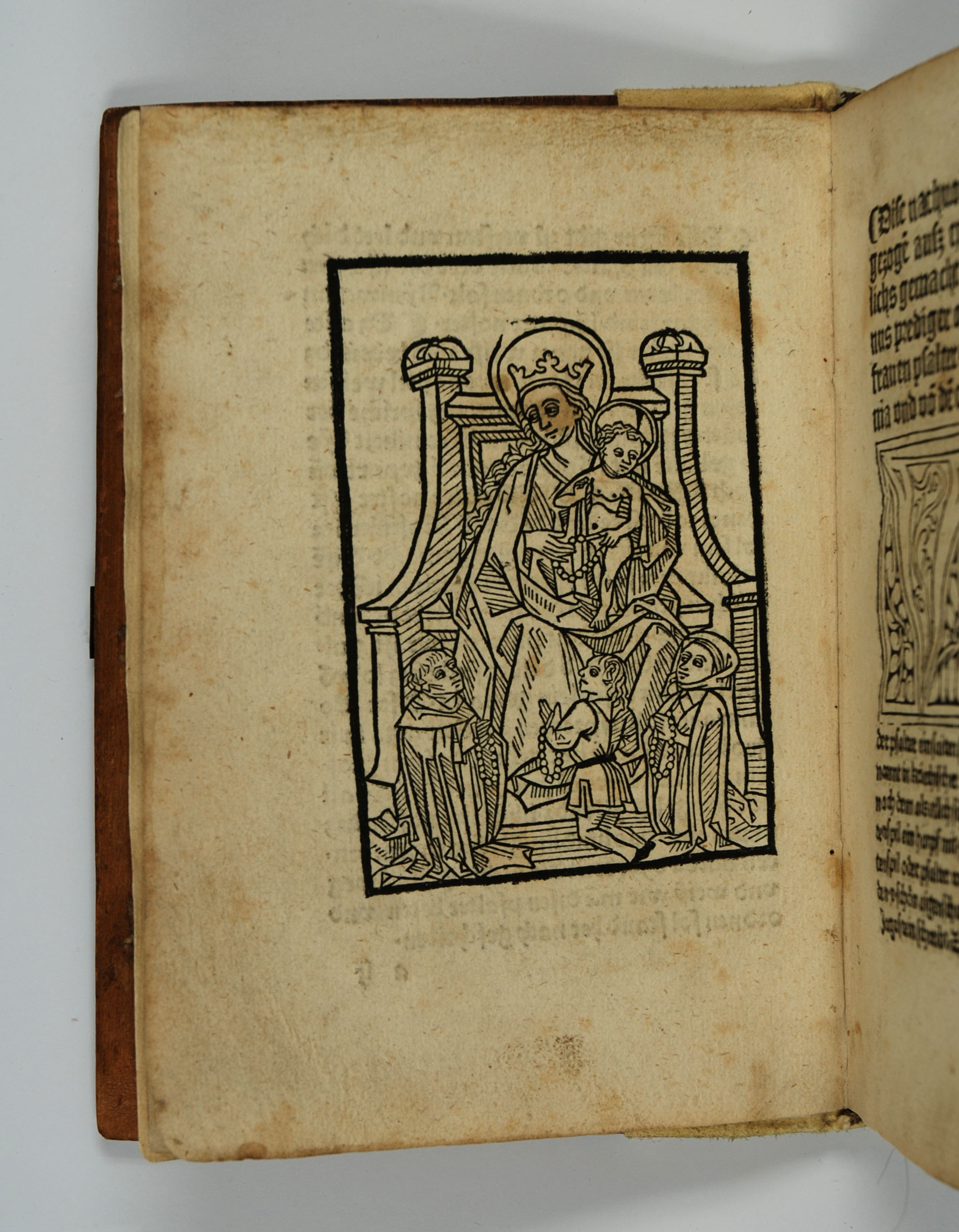
Alain de la Roche, Le Psautier et le Rosaire de Notre-Dame, 1492

En 1470 à Douai, le dominicain Alain de la Roche fonde la Confrérie de la Vierge et de Saint Dominique. Selon Alain de la Roche, c'est la Vierge Marie qui lui aurait demandé dans une vision de diffuser la prière du Rosaire au moyen des confréries, reprenant à son compte l'initiative de Dominique de Guzman, fondateur de l'ordre dominicain.
La fondation de la Confrérie de la Vierge et de Saint Dominique définit les principes fondateurs des confréries du Rosaire, qui sont ouvertes à tous. Les membres de la confrérie, inscrits sur un registre, s'engagent à prier le Rosaire, qui consiste à réciter le « psautier de Jésus et de Marie », composé de 150 Ave Maria et de 15 Pater Noster, accompagné d'une méditation sur quinze mystères de la vie de Jésus, issus des Evangiles ou de la tradition chrétienne. La confrérie institue une solidarité spirituelle entre tous les membres de la confrérie, permettant à chacun de bénéficier des bienfaits spirituels obtenus de la prière de l'ensemble des membres de la confrérie.

### Confrérie de Cologne
Le 8 septembre 1475, jour de fête mariale de la Nativité de Marie et jour de la mort d'Alain de la Roche, le dominicain Jacques Sprenger, prieur du couvent de Cologne, institue une confrérie du Rosaire (Rozenkranzbruderschaft) à l'exemple de ce qu'avait fait Alain de la Roche à Douai. La fondation de cette confrérie est une manière de remercier la Vierge Marie pour la fin du siège de Neuss.
Cette confrérie, destinée aux laïcs comme aux religieux, dispose de statuts. La confrérie était ouverte à tous aussi bien aux riches qu'aux pauvres et aux indigents. Les membres de cette confrérie étaient tenus de dire un Rosaire durant la semaine. Des messes de requiem étaient offertes pour les membres défunts de la confrérie et des prières du Rosaire étaient offertes pour les âmes du purgatoire et les confrères trépassés.
Le légat du pape Alexandre de Forli accorda des indulgences à ceux qui s'y inscriraient et obtint de l'empereur Frédéric III du Saint-Empire une reconnaissance officielle de la confrérie, approuvée par une Bulle Ea quae fidelium de Sixte IV du 30 mai 1478 accordant sept ans d'indulgence et sept quarantaines de jours. C'est à Cologne que le Psautier hebdomadaire de la Vierge prend le nom de Rosaire, nom qu'Alain de la Roche ne lui donnait pas encore.
Dans les années qui suivent sa fondation, la confrérie du Rosaire de Cologne connaît un immense succès : 5 000 membres en 1476, 100 000 en 1481.

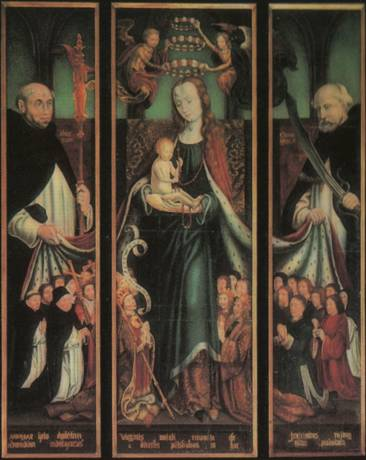
Triptyque de Saint-André de Cologne, Vierge de miséricorde, autel de la confrérie du Rosaire, 1515

C'est pour cette confrérie que fut peint un grand triptyque de Vierge de miséricorde ou Vierge au manteau peint par le maître de Saint-Séverin entre 1510 et 1515, pour l'église Saint-André de Cologne. La Vierge Marie y reçoit une triple couronne de roses en mémoire de la triple couronne de ses vertus (puissance, bonté, excellence) selon une ancienne tradition mariale.

## Propagation des confréries
Encouragées par l'appui du pape Sixte IV et de l'ordre des Prêcheurs ainsi que par l'exemple de la confrérie de Cologne, de nouvelles confréries sont fondées en Europe à la fin du XVe siècle : création d'une confrérie à Lille le 30 novembre 1478, fondation de confréries par les couvents dominicains de Venise, Florence et Rome en 1481.
Les confréries vont être pour les dominicains le moyen d'étendre la pratique du Rosaire à toute la chrétienté. Les papes feront plus tard bénéficier les membres de ces confréries de nombreuses indulgences.
Les confréries se propagent dans toute l'Europe, par exemple à Colmar (1485), Paris, Lisbonne (1479), Ulm (1483), Francfort (1486), Toulouse (1492), Millau (1500), Barcelonnette (1512), Rodez (1513), Marseille (1515), Embrun (1516), Limoges, souvent associées au couvent dominicain le plus proche.
En Bretagne, terre d'origine du dominicain Alain de la Roche, les confréries du Rosaire se multiplient. À la demande du duc de Bretagne François II et de la duchesse Marguerite de Foix, le pape Sixte IV promulgue le 12 mai 1479 une bulle approuvant la dévotion du Rosaire et accordant des indulgences aux fidèles qui le réciteraient.
Les confréries du Rosaire se répandent également en Suède (chartreuse de Mariefred en 1495), en Espagne, au Portugal, puis plus tard sur les autres continents grâce aux missionnaires dominicains : Afrique, Amériques, Asie.
Bien que la plupart des confréries du Rosaire furent fondées dès l'origine par les dominicains, certaines confréries voient le jour dans des paroisses qui ne sont pas gérées par eux. Par une bulle du 17 septembre 1569, le pape dominicain Pie V accorde à l'ordre des Prêcheurs le pouvoir exclusif d'autoriser la fondation d'une confrérie du Rosaire dans d'autres églises ou chapelles que celles de l'ordre.

### Livres du Rosaire
La diffusion du Rosaire et le succès des confréries du Rosaire dépendent en grande partie de la diffusion des livres du Rosaire, supports écrits et illustrés favorisant la méditation du Rosaire par les membres des confréries. Parmi ces ouvrages ayant été conservés figurent Quod libet de veritate fraternitis Rosarii seu psalterii beate Marie Virginis de Michel François, (Cologne 1476 - conservé à la BNF) et Le Livre et ordonnance de la dévote confrérie du psaultier de la glorieuse Vierge Marie (conservé au British Museum).

### Iconographie
Lors de la fondation d'une confrérie du Rosaire, les dominicains demandent que soit réalisé un autel du Rosaire ainsi qu'une bannière du Rosaire. Pour cette raison, de nombreuses églises disposent d'un retable du Rosaire dans l'église du village ou de la ville, représentant la donation du rosaire à Dominique de Guzman par la Vierge Marie.
De nombreux tableaux de Vierge de miséricorde (aussi appelée « Vierge protectrice » et « Vierge du Manteau ») apparaissent, comme le triptyque de l'église Saint-André de Cologne. Généralement elle n'abrite pas sous son manteau que les confrères, mais aussi la chrétienté tout entière et des religieux cisterciens, chartreux et dominicains, c'est-à-dire les trois ordres fondateurs du rosaire,.

## AuXVIIesiècle
En Asie : martyrisés entre 1617 et 1622 à Nagasaki, une cinquantaine de chrétiens japonais et de coréens sont membres de la confrérie du Rosaire.
En Afrique et au Brésil, les jésuites créent des confréries du Rosaire des Noirs. En Afrique : elles se répandent à la suite de la demande de libérer deux esclaves noirs, celle établie sur l'île de São Tomé (1526) étant la plus ancienne ; en Angola (1693 à Luanda, capitale angolaise portugaise) et au Congo.
En Amérique du Nord, Nouvelle-France, à Québec se crée aussi grâce à Marie Favery, en 1647, et au père Poncet, en 1656, une confrérie du Saint Rosaire.
Europe :

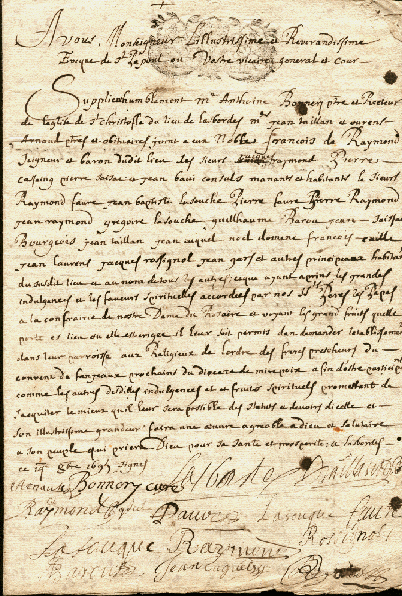
Érection de la confrérie du Rosaire dans l’église de Lasbordes, 1696.

En France, de nombreux diocèses et villes ou villages font la demande de ces confréries, par exemple :
— Brée (1651) ;
— Lasbordes (1696) fait sa demande auprès des religieux de Fanjeaux et des autorités ecclésiastiques ou bien en Bretagne : 
«  La confrérie détermine pour l’exercice d’icelle la chapelle de Notre Dame autrement dite des cinq plaies, bâtie et ornée, obligeant les dits suppliants d’entretenir la chapelle. Le curé, le seigneur, les consuls promettent d’observer et faire observer en tant qui leur sera possible les statuts et règles qui sont principalement de faire dire une messe du Saint Rosaire ou de Notre-Dame dans ladite chapelle tous les premiers dimanches du mois et aux fêtes principales de la Vierge comme aussi de solenniser la principale fête du Rosaire qui tombe le premier dimanche d’octobre. »
— Confrérie de Labordes
 ;
— Tréguier (1635) : 
«  « Les actes capitulaires portent l'érection et fondation du Saint Rosaire en l'église cathédrale, par noble et discret messire Michel Thépault, chanoine, et l'approbation des évêque et Chapitre. »  « Il veut qu'une messe basse soit célébrée en la chapelle du Rosaire, en l'honneur de la glorieuse Vierge, à toutes les fêtes d'icelle et à chaque premier dimanche du mois, par un chapelain que le Chapitre, après le décès du fondateur, nommera et instituera. À la fin de la messe, se dira le De profundis sur la tombe qui lui est concédée par le Chapitre dans la dite chapellenie ». Cette confrérie est dotée de trois sommes de froment payables par le procureur de la fabrique, ainsi qu'il est rapporté par l'acte de donation, daté de l'an 1635, signé par Noel Deslandes, évêque, et M. Thépault. »
— Confrérie de Tréguier
Les membres de la confrérie ont parfois un habit spécial comme dans de nombreuses confréries : la confrérie du Rosaire de Jumièges, fondée en 1639 par dom Étienne Duval, moine non réformé, porte ainsi chaperon blanc.
En Suisse, dans le canton de Fribourg, en 1632, le père Thomas Contet, dominicain, sur mandat du Maître de l'Ordre, poursuit le rétablissement des confréries du Rosaire autour du monastère des dominicaines d'Estavayer-le-Lac, rétablissement qui semble déjà avoir été amorcé dans le diocèse de Lausanne. Cette confrérie a commandé en 1743 une série de 15 panneaux de procession représentant les mystères du Rosaire. Ces panneaux, dressés sur des hampes étaient portés processionnellement par les confrères qui défilaient en 15 groupes.

### Organisation des confréries
Les confréries ont parfois des officiers (confrérie de Landry en Savoie fondée par le R.P. Pierre Gautier, dominicain prieur, sous-prieur, conseillers, réconciliateurs, procureurs, visite des malades) deux procureurs, élus par les confrères, chargées de gérer dépenses et recettes et d'entretenir la chapelle du Rosaire et de la décorer, de faire les inventaires, un revenu dont elles rendent compte devant un notaire, des dépenses en florins (entretien des chapelles) parfois des biens et des terres (prés, terrain) comme la confrérie de Bellentre en Savoie, droit d'entrée et cotisation tout comme les paroisses d'aujourd'hui.

### Spiritualité des confréries
Cette organisation ne doit pas faire perdre de vue la raison de l'institution des confréries, l'esprit de prière, désintéressé (Louanges de la Vierge Marie, culte d’hyperdulie) ou parfois moins désintéressé (Les indulgences), appuyée sur la tradition des promesses de la Vierge à Alain de la Roche. À Toulouse les dominicains, une fois la chapelle du Rosaire construite s'y emploient activement : des livres de piété sont imprimés, des dévotions propagées.
On distinguait à Toulouse au XVIIe siècle puis ailleurs plusieurs confréries du Rosaire : la confrérie du Rosaire ordinaire dont les confrères s'obligeaient à réciter chaque semaine le rosaire tout entier, et la Confrérie du Rosaire perpétuel où les confrères s'engageaient à, réciter, chacun tour à tour, le rosaire sans interruption, en sorte qu'à toute heure du jour et de la nuit il y ait quelque confrère qui honore la Sainte Vierge, en récitant cette prière au nom de toute la confrérie : l'ensemble formait le Triple Rosaire, formé du Grand Rosaire, du Quotidien et du Perpétuel,. Le Rosaire était dit le samedi dans la chapelle du Rosaire, publiquement, à deux chœurs alternés.

## AuXVIIIesiècle

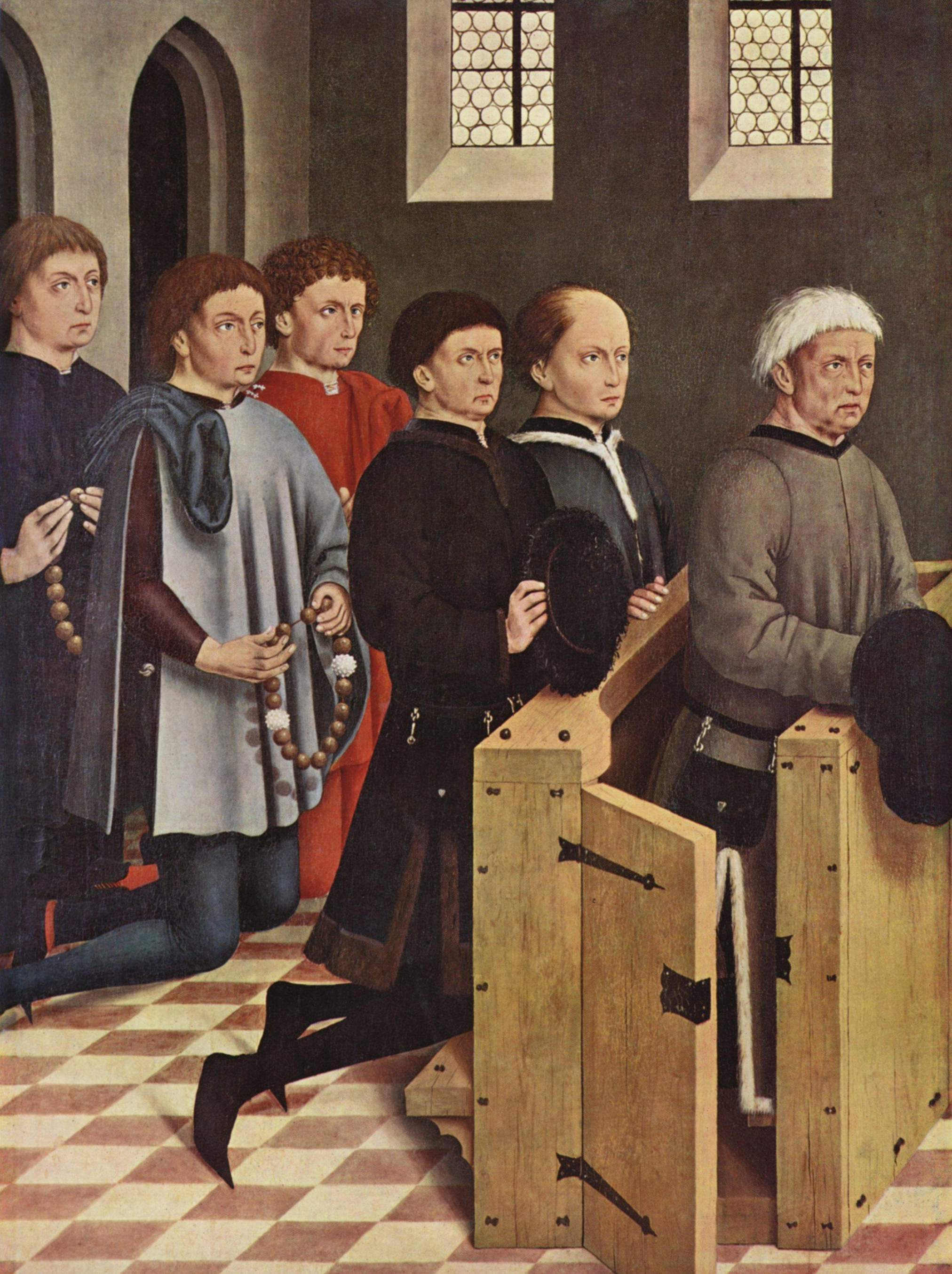
Herlin, Friedrich, Retable St.George, Nördlingen

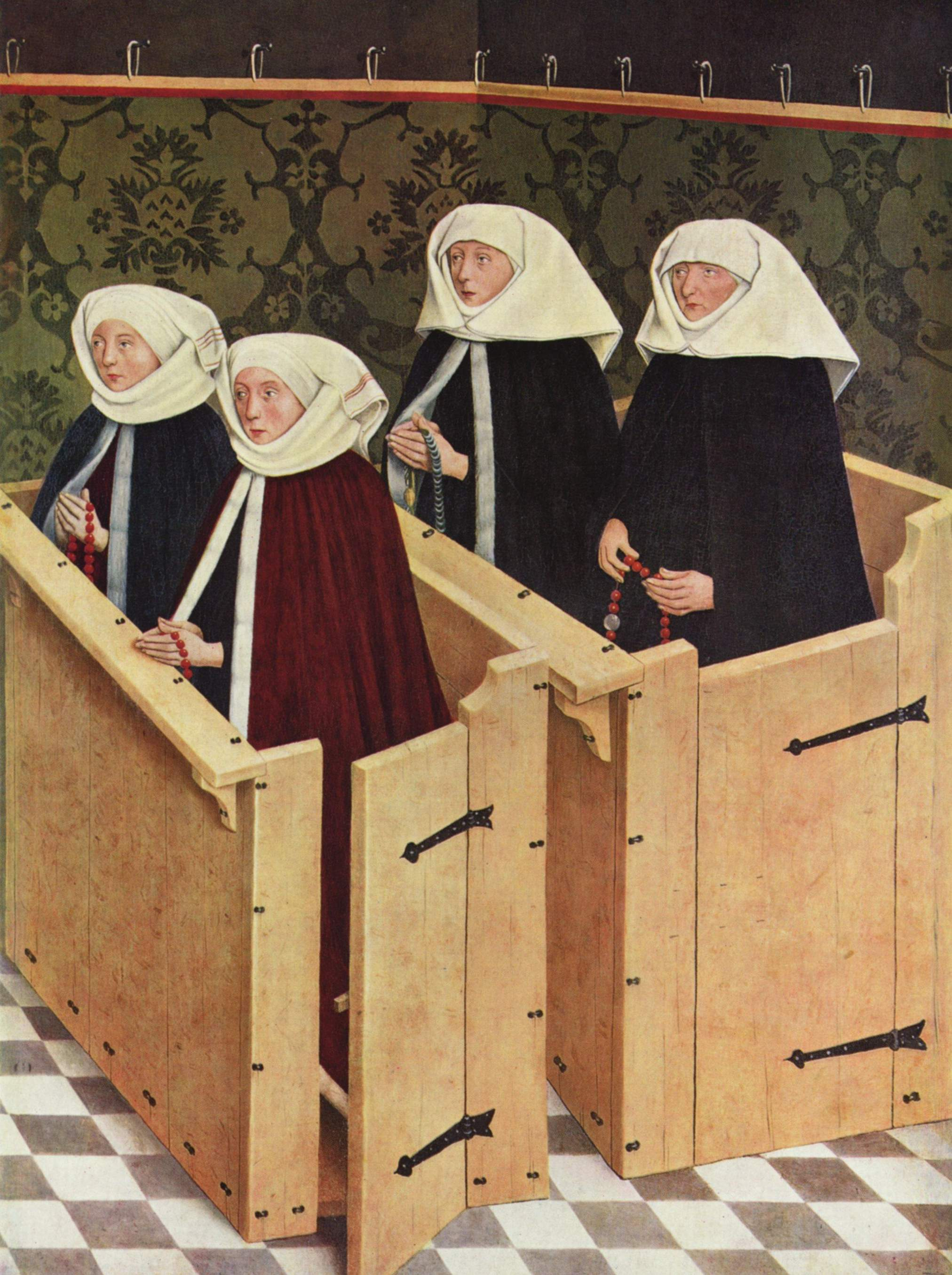
Herlin, Friedrich, Retable St.George, Nördlingen

Au XVIIIe siècle, au Brésil, les confréries du Rosaire ou confréries de Notre-Dame du Rosaire (Irmandade de Nossa Senhora do Rosário) se répandent chez les esclaves noirs
,, car elles sont ouvertes à tous et aux personnes de toute condition et de toute couleur : elles comprenaient des membres noirs libres et des membres noirs esclaves — qui pouvaient cependant exercer des responsabilités au sein de la confrérie, durant un an — des officiers blancs et des officiers noirs, par exemple dans la Confrérie du Rosaire des Noirs de Bacalhau, un hameau aux environs de la ville de Mariana, dans l'État du Minas Gerais. Au Minas Gerais il existe, à la fin des années 1720, des confréries du Rosaire dans toutes les villes importantes et dans certains bourgs en plein développement : São João del-Rei (1708), Sabará (1713), Mariana (avant 1715), Ouro Preto (1715, ultérieurement Vila Rica), Vila do Principe (1716) et Antônio Dias (1718, ultérieurement Vila Rica),.

En France, la Révolution cherche à étouffer toute trace de christianisme et de piété catholique notamment à Saumur où les chapelets sont brûlés en place publique et interdits par un arrêté. Tandis qu'en Bretagne puis en Vendée, le chapelet et le Rosaire deviennent comme la cocarde blanche le signe de reconnaissance contre-révolutionnaire des royalistes, chouans et vendéens, qui le portent à la boutonnière ou autour du cou comme Jacques Cathelineau, ce qui permettait de reconnaître les camps des soldats de loin. Les confréries du Rosaire subsistent clandestinement, par exemple en Provence à Marseille où dom Joseph de Martinet, unique survivant du massacre des pères chartreux, prêche clandestinement le Rosaire : le 7 octobre 1794, pendant la fête du Rosaire se déroule par exemple la réception d'un membre de l'assistance dans la confrérie du Rosaire.

## AuXIXesiècle
- Cependant, après la Révolution, les confréries du Saint Rosaire existent toujours, mais ne sont plus liées à la contre-révolution[25].

- En 1826, Pauline Jaricot met en place le Rosaire Vivant en groupant 15 personnes priant chacune chaque jour un des quinze mystères du Rosaire en union de prière avec les quatorze autres, unie par une seule et même intention de prière, et des circulaires sont envoyées à chaque membre... Ainsi chaque groupe de quinze personnes médite chaque jour un Rosaire entier. Elle conseillait de mettre ensemble « les charbons brûlants et les charbons froids pour que tous brûlent Le Rosaire Vivant se développe dans différents pays, Suisse, Belgique, Angleterre, Amérique, Canada, Colombie, Afrique... Cette initiative sera imitée au XXe siècle par le frère Joseph Eyquem (1917-1990) en 1955, fondateur des Équipes du Rosaire.

- À Paris en 1837, dans l'église de Notre-Dame des Victoires où se sont réfugiés les prêtres constitutionnels, l'abbé Charles Dufriche-Desgenettes, lassé ne de voir que quelques personnes à la messe dominicale, consacre sa paroisse de la basilique Notre-Dame-des-Victoires dans laquelle s'étaient réfugiés les prêtres jureurs du clergé constitutionnel, au Cœur Immaculé de la Vierge Marie. Il crée également une archiconfrérie sous le vocable de Marie refuge des Pécheurs, nationale puis universelle, association de fidèles jadis très célèbre, dont fera par exemple partie saint Marcellin Champagnat et les frères maristes[26]. Elle compte bientôt des milliers, puis atteint des millions d'adhérents inscrits sur le registre de l'archiconfrérie, dans toute la France. Les apparitions de Lourdes à Bernadette Soubirous renforcent cette dévotion dans toute la France. À Saumur en 1880, on fabrique près d'un million de chapelets. Sainte Thérèse de Lisieux s'inscrit à l'âge de onze ans dans une confrérie du Rosaire, donc en 1884.

## AuXXesiècle
- Aujourd'hui ces confréries perdurent en France et dans le monde entier, par exemple dans la ville de Douai, berceau d'une des premières confréries du Rosaire : elles sont l'objet d'une reconnaissance officielle.
- La récitation publique du Rosaire ne se fait plus dans le cadre des confréries comme au XVIe siècle, même si celles-ci subsistent dans l'ordre du privé, mais dans les sanctuaires mariaux, tel Notre-Dame-des-Victoires à Paris, diffusée par la radio, ou dans des lieux favorisés d'apparitions mariales de la Vierge du Rosaire et de sanctuaires comme Lourdes ou Notre-Dame de Fátima[27]. Les confréries dominicaines existent toujours comme celle de Portland en Oregon.
- Créées en 1955, les Équipes du Rosaire représentent aujourd’hui près de 80 000 membres en France avec également des implantations à l’étranger. C’est un mouvement apostolique et missionnaire de laïcs reconnu par l’Église et soutenu par l’Ordre des dominicains.

#### Livres anciens
- Alanus Redivivus /Alain de la Roche, De Psalterio seu Rosario Christi et Mariae tractatus  (en latin et italien) [lire en ligne]
- Von dem psalter und Rosen krancz unser lieben frauen. Wie man den beten, 1483, Ulm, (Conrad Dinckmut).
- De dignitate et utilitate psalterii praecelsae ac intemeratae semper virginis Mariae, Manuscrit numérisé : [lire en ligne]
- Sprenger, Jakob: Erneuerte Rosenkranzbruderschaft, [Augsburg], [1476], incunable numérisé, Bayerische Staatsbibliothek DFG Allemagne [lire en ligne]

#### Livres contemporains
- Dieu pour tous et Dieu pour soi: histoire des confréries et de leurs images - Par Marie-Hélène Froeschlé-Chopard - Harmattan - extraits : [lire en ligne]
- (en) Stories of the rose: the making of the rosary in the Middle Ages " - Anne Winston-Allen - 1997 - Chapitre 3 sur les Confréries. [lire en ligne]*
- Humanisme et imagerie aux XVe et XVIe siècles, études iconographiques et bibliographiques'', éditions Vrin, par Henri Dominique Saffrey, page .122 , La Fondation de la confrérie du Rosaire à Cologne en 1475 - Histoire et Iconographie . [lire en ligne].
- (en) The Rosary Cantoral: Ritual and Social Design in a Chantbook from Early Renaissance Toledo par Lorenzo F. Candelaria. University of Rochester Press, mars 2008, coll. Eastman Studies in Music.
- (en) Elizabeth W. Kiddy Blacks of the Rosary: Memory and History in Minas Gerais, Brazil University Park: Pennsylvania State University Press, 2005, xvi + 287 pp

#### Articles
- Persée La dévotion du Rosaire à travers quelques livres de piété.- Marie-Hélène Froeschle-Chopard Histoire, économie et société . - Année  1991 .- Volume  10 .- Numéro  10-3 .-  p. 299-316 . [lire en ligne]
- France : La fondation de la confrérie du Rosaire d'Athis-sur-Orge en 1620-1630 - CAPIT Jean-Baptiste Bulletin de la Société historique et archéologique de Corbeil, de l'Essonne et du Hurepoix, no 71, p. 35-44  (1988-2004) (Revue) INIST
- Les confréries du Rosaire en Rouergue aux XVIe et XVIIe siècles   En Rouergue: population et société - Lancon P. ; Annales du Midi Toulouse  1984, vol. 96, no166, p. 121-133 INIST
- Les Confréries du rosaire dans le diocèse de Sées -2006, vol. 125, no 4, p. 25-49, Société historique et archéologique de l'Orne, Alençon, 1974 (revue)
- Schmitt Jean-Claude, «La confrérie du Rosaire de Colmar (1485), textes de fondation, "exempla" en allemand d'Alain de la Roche, listes des Prêcheurs et des sœurs dominicaines», dans Archivum fratrum praedicatorum, Istituto storico domenicano, Rome, 1970
- Apostolat mendiant et société : une confrérie dominicaine à la veille de la Réforme'' Jean-Claude Schmitt   Annales. Économies, Sociétés, Civilisations   Année 1971, Vol. 26, Numéro 1, p. 83-104
- En Pologne : La fraternité du Rosaire à UrzedÓw  fin XVIIIe siècle, Bractwo rÓzancowe w urzedowie W XVIII wieku    SURDACKI Marian  -   kierownik Katedry Historii Opieki Społecznej w Instytucie Pedagogiki KUL, Pologne - Revue Roczniki humanistyczne, 2004, vol. 52, no2, p. 25-55  Towarzystwo Naukowe Katolickiego Uniwersytetu Lubelskiego, Lublin, Pologne  (1949)  INIST
- Angleterre : Journal History :Praying by Number: The Confraternity of the Rosary and the English Catholic Community, c.1580–1700 Anne Dillon    Lucy Cavendish College, Cambridge
- Luxembourg Die  Heyligen Brüder von Esch.- MEIER P. - Revue Hémecht, 1990, vol. 42, no3, p. 437-468       M. Histoire de la fondation des Dominicains à Esch-sur-Sûre (Grand-Duché de Luxembourg), probablement au XIVe siècle par essaimage du couvent dominicain de Luxembourg (duché à cette époque, depuis 1354). Documents du XVe siècle « La fondation de l'archiconfrérie du Rosaire, XVIe siècle, l'autel consacré à cet effet| l'effigie de Marie| le registre des confrères du Rosaire, XVIIIe-XIXe siècle| le " Stundenzettel ", billet où l'on inscrivait l'heure de prière d'un confrère| la bibliothèque de la confrérie| cette confrérie a subsisté jusqu'au XXe siècle et s'est éteinte récemment. »

#### Les confréries aujourd'hui
- Rosarium, site dominicain de référence sur le Rosaire